# 미한디냐
미한디냐 (1959년 7월 2일 ~ )는 브라질의 축구 선수이다.

## 통계
| 브라질 | 브라질 | 브라질 |
| 연도   | 출전   | 골     |
| ------ | ------ | ------ |
| 1987   | 4      | 1      |
| 합계   | 4      | 1      |